# Hainani gibbon
A hainani gibbon (Nomascus hainanus) egy gibbonfaj mely Hajnan szigetén él.

## Életmódja
A faj súlyosan veszélyeztetett az emberi beavatkozások miatt. Tápláléka főleg levelek, gyümölcsök, virágok, néha rovarokból áll. Csakúgy mint minden gibbon ők is a fákon élnek.